# 14584 Lawson
14584 Lawson è un asteroide della fascia principale. Scoperto nel 1998, presenta un'orbita caratterizzata da un semiasse maggiore pari a 2,2079908 UA e da un'eccentricità di 0,1879148, inclinata di 3,14690° rispetto all'eclittica.